# Dick Cavett
Richard Alva (Dick) Cavett (Gibbon, Nebraska, 19 november 1936) is een Amerikaans voormalig presentator van praatprogramma's op televisie.
Cavett maakte zo'n vijftig jaar lang tv-programma's voor diverse tv-stations in de Verenigde Staten en was bekend van zijn diepte-interviews met politici en beroemdheden als Mae West, Bette Davis, Groucho Marx, Orson Welles, Marlon Brando en Katharine Hepburn. De laatste jaren had hij een blog op de website van The New York Times.
- Biblioteca Nacional de España: XX4912752
- Bibliothèque nationale de France: cb14013961b (data)
- Gemeinsame Normdatei: 138620563
- International Standard Name Identifier: 0000 0001 1493 3213
- Library of Congress Control Number: n81108580
- MusicBrainz: 39205013-ef95-4d74-b77f-df6a7f9000b3
- National Archives and Records Administration: 10570148
- Nationale Bibliotheek van Israël: 987007359483205171
- Nederlandse Thesaurus van Auteursnamen: 073303054
- SNAC: w6vx1tqm
- Trove: 800300
- Virtual International Authority File: 70256878
- WorldCat: E39PBJx4tmRM8GYWPGwRQXj9jC